# Aglaophenia difficilis
Aglaophenia difficilis is een hydroïdpoliep uit de familie Aglaopheniidae. De poliep komt uit het geslacht Aglaophenia. Aglaophenia difficilis werd in 2003 voor het eerst wetenschappelijk beschreven door Vervoort & Watson. 